# Zoran Mamić
Zoran Mamić (Zagreb, 30. rujna 1971.), bivši je hrvatski nogometaš.

## Igračka karijera

### Klupska karijera
Kao igrač je omladinski staž proveo u Dinamu a član seniorske momčadi kluba iz Maksimirske 128 bio je od 1989. do 1996. godine, a potom je proveo devet godina u Njemačkoj, igrajuci za VfL Bochum, Bayer Leverkusen, Greuther Fürth i Eintracht Trier. 
Po povratku u Dinamo, glavni operativac kluba bio mu je brat Zdravko, a Zoran je postao kapetanom šampionske momčadi. Na terenu i van njega, bio je produžena ruka i trenera Kužea i svog brata. Sezonu 2005./06. kada je Dinamo suvereno osvojio naslov prvaka, odigrao je jako dobro, dok je u sljedećoj sezoni uslijedio lagani pad forme. 

### Reprezentativna karijera
Za hrvatsku nogometnu reprezentaciju ima 6 nastupa, te je bio član Vatrenih, koji su osvojili 3. mjesto na svjetskom nogometnom prvenstvu 1998. godine u Francuskoj.

## Trenerska i športsko-administrativna karijera
Dana 27. ožujka 2007. godine prekinuo je nogometnu karijeru i praktički odmah je postao športski direktor Dinama, a to je bio i do lipnja 2016. godine, devet godina. U jesenskom dijelu sezone 2013./14., najprije nakon smjene trenera Krunoslava Jurčića, a potom i Branka Ivankovića, Zoran Mamić preuzeo je i dužnost trenera Dinama, odlično se snašavši u ulozi u kojoj se ipak, kako sam kaže, dugoročno ne vidi te je najavio kako će Dinamo u zimi 2014. potražiti novog trenera kao dugoročnije rješenje, a Zoran Mamić će potom ponovno biti isključivo športski direktor kluba. Zanimljiv je podatak da je GNK Dinamo od kada je Zoran Mamić športski direktor, svake godine osvojio naslov prvaka Hrvatske, a klub je ostvario i 5 plasmana u Europsku ligu te 2 plasmana u Ligu prvaka. 2016. godine postao je trener Al Nassra, a za manje od godinu dana zamjenjuje Zlatka Dalića u Al Ainu.
Sezone 2017./2018. s Al Ainom je osvojio naslov prvaka Ujedinjenih Arapskih Emirata.

## Priznanja

### Igrač
Hrvatska
- Svjetsko nogometno prvenstvo u Francuskoj 1998., bronca
- Kao član reprezentacije 1998. godine dobitnik je Državne nagrade za šport "Franjo Bučar"

### Trener
Dinamo Zagreb
- Prva HNL (3): 2013./14., 2014./15., 2015./16.
- Hrvatski nogometni kup (2): 2014./15., 2016./17.

Al Ain
- Prvak UAE (1): 2017./18.

## Vanjske poveznice
- Sportske novosti Priča o Zoranu Mamiću u Dubrovniku